# Paweł Kruszewski
Paweł Kruszewski herbu Abdank (zm. przed 14 lipca 1737 roku) – skarbnik bracławski, podczaszy bielski w 1720 roku.
Poseł ziemi bielskiej na sejm konwokacyjny 1733 roku i na sejm nadzwyczajny pacyfikacyjny 1736 roku. Był członkiem konfederacji generalnej zawiązanej 27 kwietnia 1733 roku na sejmie konwokacyjnym. 